# Wiltshire (dystrykt)
Wiltshire – dystrykt (unitary authority) w hrabstwie ceremonialnym Wiltshire w Anglii. W 2011 roku dystrykt liczył 470 981 mieszkańców.